# Голд Хил (град, Орегон)
Голд Хил (на английски: Gold Hill) е град в окръг Джаксън, щата Орегон, САЩ. Голд Хил е с население от 1073 жители (2000) и обща площ от 1,8 km². Намира се на 330,7 m надморска височина. ЗИП кодът му е 97525, а телефонният му код е 541.